# Octonoba longshanensis
Espèce
Octonoba longshanensis est une espèce d'araignées aranéomorphes de la famille des Uloboridae.

## Distribution
Cette espèce est endémique du Hunan en Chine,.

## Étymologie
Son nom d'espèce, composé de longshan et du suffixe latin -ensis, « qui vit dans, qui habite », lui a été donné en référence au lieu de sa découverte, le xian de Longshan.

## Publication originale
- Xie, Peng, Zhang, Gong & Kim, 1997 : Five new species of the family Uloboridae (Arachnida: Araneae) from China. Korean Arachnology, vol. 13, no 2, p. 33-39.